# Totholz-Stachelwolf
Der Totholz-Stachelwolf (Acantholycosa lignaria), auch Totholz-Stachelwolfspinne genannt, ist eine Webspinne aus der Familie der Wolfspinnen (Lycosidae). Die Trivialnamen sind eine Übersetzung des wissenschaftlichen Namens und rühren von der optischen Erscheinung und den gewohnten Fundorten der Art an Holzstämmen her. Diese Wolfspinne ist überwiegend in der Paläarktis, also im nördlichen Teil der Alten Welt verbreitet.

## Merkmale

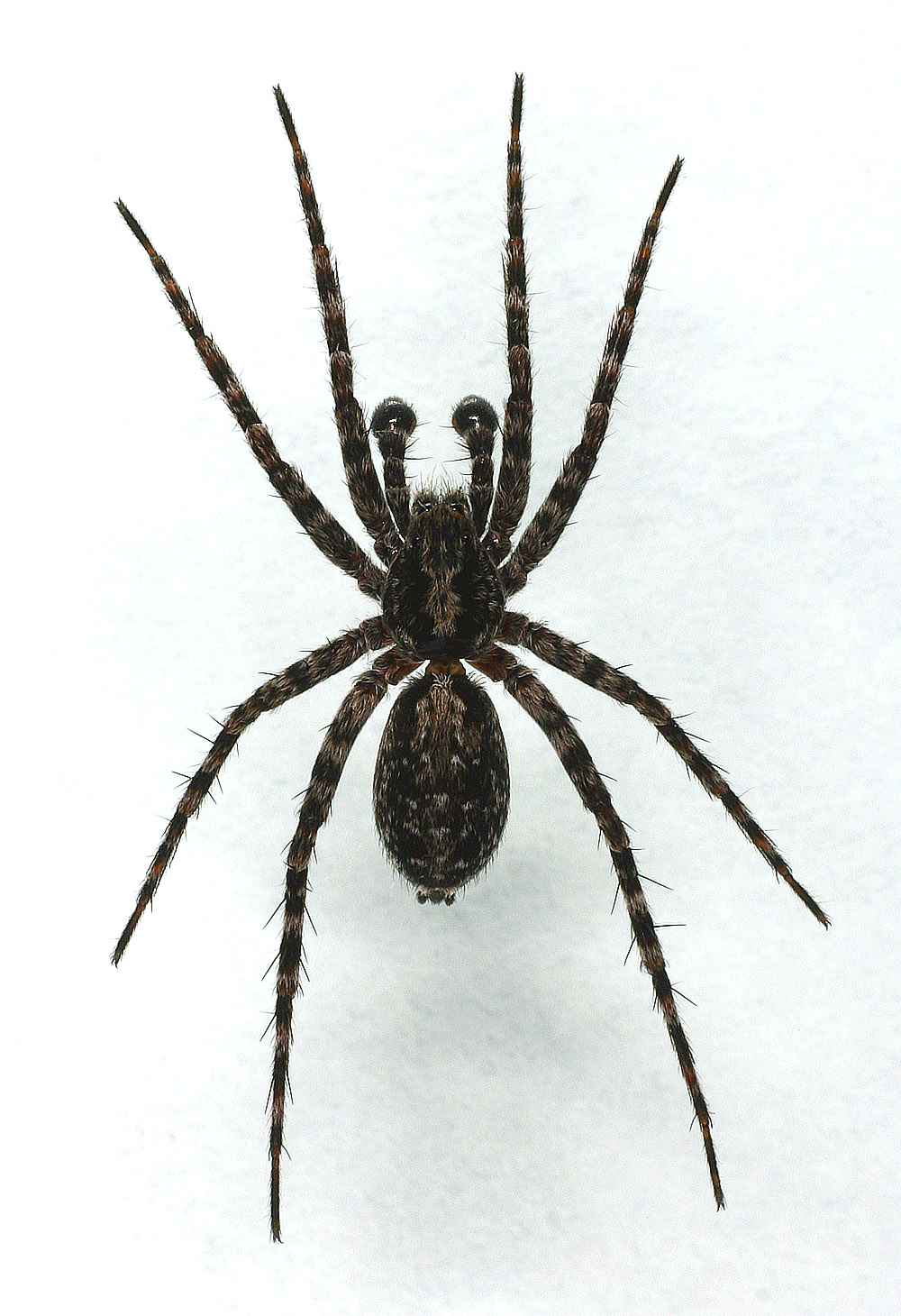
Männchen der Totholz-Stachelwolfspinne

Die Körperlänge des Weibchens des Totholz-Stachelwolfs liegt bei acht und die des Männchens bei sechs Millimetern. Auffällig ist die dunkle Erscheinung der Art. Das schwarze Prosoma (Vorderkörper) ist mit hellen Medianstreifen versehen. Das Sternum (Brustplatte des Prosomas) ist ebenfalls nahezu schwarz. Die Emboli (Teile der paarigen Geschlechtsorgane) der Männchen sind, anders als bei den verwandten Arten innerhalb Gattung, an der Spitze nicht gebogen.
Die langen Beine sind wie bei allen Vertretern der Gattung dunkelbraun gefärbt und beim Totholz-Stachelwolf hell geringelt. Eine weitere für die Stachelwölfe (Acantholycosa) typische und auch die namensgebende Eigenschaft sind die auf den Ventralseiten der Tibien des ersten Beinpaares befindlichen Stacheln. Ihre Anzahl beträgt beim Totholz-Stachelwolf je vier. Sie sind jeweils in einer schrägen Reihe angeordnet.
Das Opisthosoma ist ebenfalls fast schwarz und gelblich behaart. Überdies ist es mit weißen Punktpaaren versehen. Die Egipyne (Geschlechtsorgan) des Weibchens besteht aus einer Tasche, die schmaler als die Breite des Septums ausfällt.

### Ähnliche Arten
Der Totholz-Stachelwolf ähnelt der ebenfalls zu den Wolfspinnen zählenden Pardosa trailli, deren Körperzeichnung und Beinberingelung aber weniger intensiv ausgeprägt ist.
Eine weitere ähnliche Art ist der zur gleichen Gattung zählende Alpenstachelwolf (Acantholycosa pedestris). Dieser unterscheidet sich vom Totholz-Stachelwolf durch die Größe, die dunklere Farbgebung und die mit je fünf bis sechs Stacheln versehenen Tibien des ersten Beinpaares. Der Alpenstachelwolf bewohnt überdies im Gegensatz zum Totholz-Stachelwolf vornehmlich Blockschuttgebiete in den Hochalpen, womit ein gemeinsames Vorkommen beider Arten unwahrscheinlich ist.

## Vorkommen

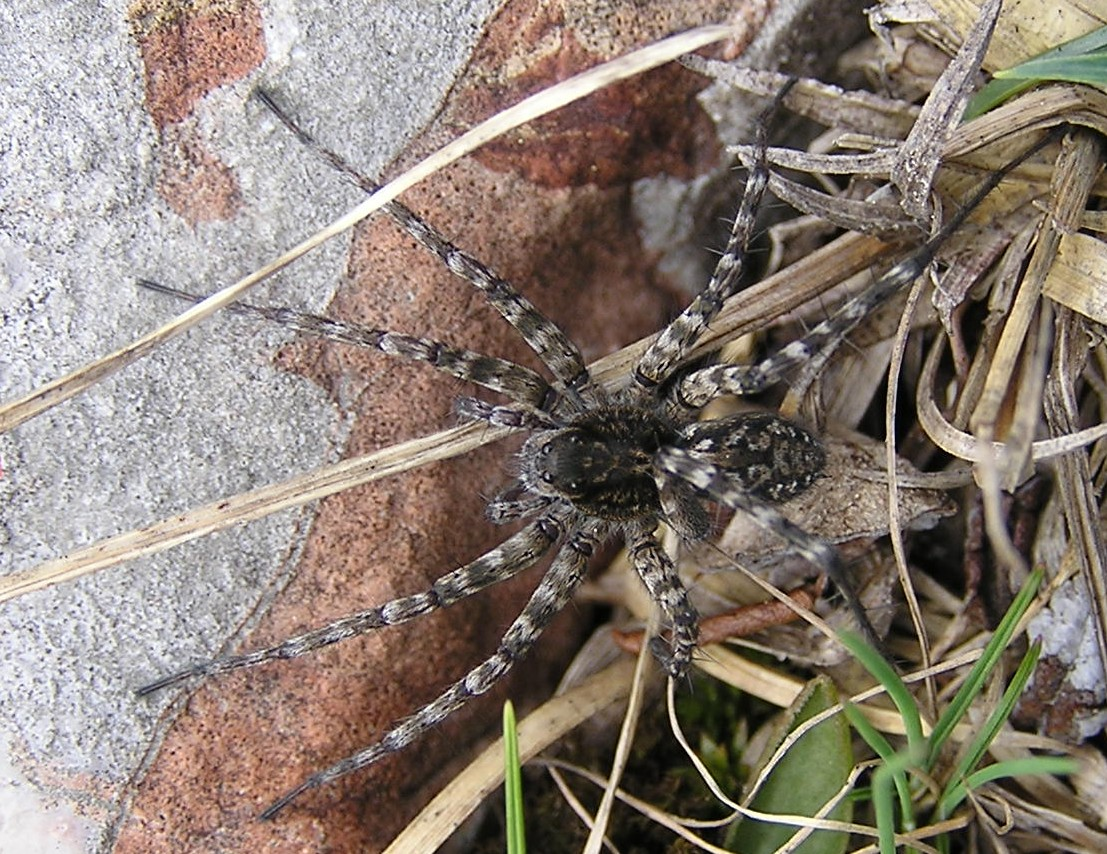
Weibchen der Totholz-Stachelwolfspinne auf dem Krippenstein in der Steiermark (Österreich)

Der Totholz-Stachelwolf ist in weiten Teilen Europas und mit dem östlichen Russland und China auch in Gebieten Asiens präsent. In Deutschland hingegen ist er nur in den Ostalpen und dem Böhmerwald vorzufinden. Die Art bewohnt vor allem gebirgige Nadelwälder und ist dort entsprechend ihren Trivialbezeichnungen bevorzugt auf Totholz vorzufinden. Studien ergaben, dass von diesen Spinnen bevorzugt Gebiete als Lebensraum angenommen werden, in denen zuvor ein Waldbrand stattgefunden hat, was mit der Lebensweise der Spinne auf totem Holz und der Wiederbesiedelung der abgebrannten Flächen mit bevorzugten Beutetieren begründet werden könnte.

### Bedrohung und Schutz
Der globale Bestand des Totholz-Stachelwolfs wird von der IUCN nicht gewertet. In Deutschland ist die Art nicht zuletzt aufgrund ihres dort kleinen Verbreitungsgebiets sehr selten vorzufinden. Obgleich stabile Teilbestände existieren, ist noch immer ein mäßiger Rückgang zu verzeichnen. Der Totholz-Stachelwolf wird in der Roten Liste gefährdeter Arten Tiere, Pflanzen und Pilze Deutschlands in die Kategorie 2 („stark gefährdet“) eingestuft.

## Lebensweise

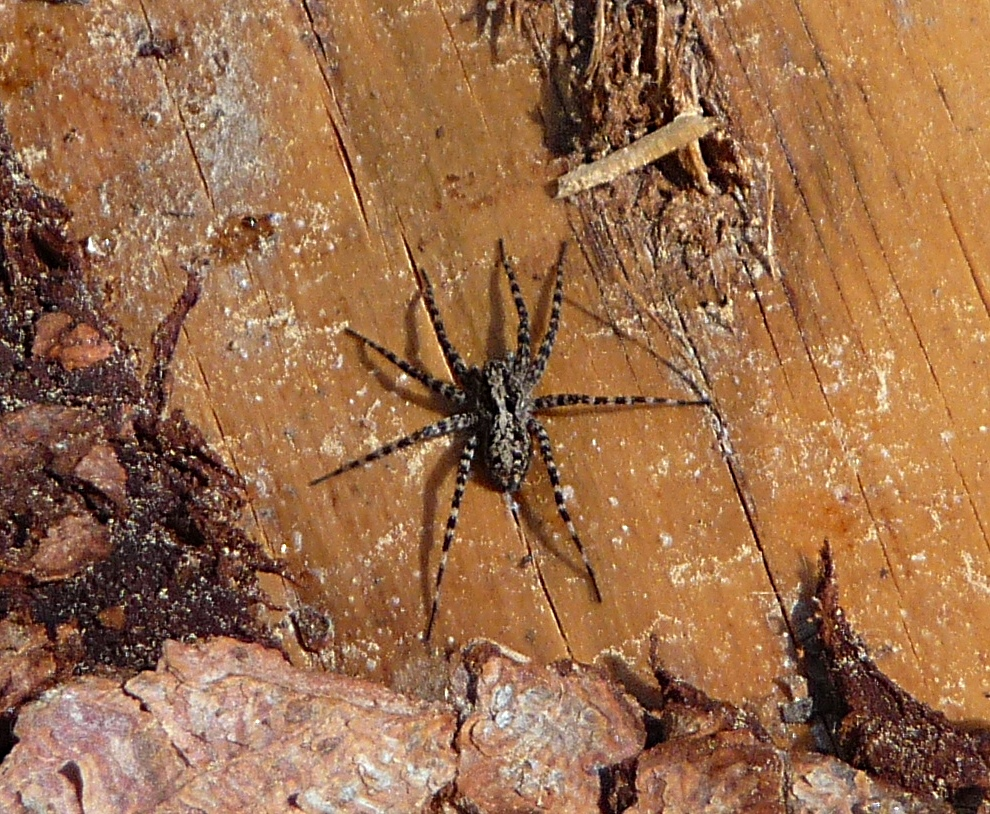
Weibchen auf Totholz, gefunden bei Frauenau (Bayern).

Der Totholz-Stachelwolf ist vornehmlich tagaktiv und sonnt sich gerne auf verwittertem Holz. Darüber hinaus läuft er auch gerne auf Totholzstämmen umher und kann dank seiner langen Beine beachtliche Laufgeschwindigkeiten erreichen. Bei Störungen versucht die Spinne, sich in Holzritzen zu verbergen. Wie viele Wolfspinnen legt auch der Totholz-Stachelwolf kein Spinnennetz für den Fangzweck an, sondern jagt beliebige Beutetiere als Lauerjäger mithilfe seiner gut entwickelten Augen.

### Phänologie und Fortpflanzung
Ausgewachsene Exemplare beider Geschlechter des Totholz-Stachelwolfs sind zwischen Juni und August auffindbar. Das Fortpflanzungsverhalten gleicht im Wesentlichen dem anderer Wolfspinnen. Ein geschlechtsreifes Weibchen versucht mithilfe von Pheromonen paarungswillige Männchen anzulocken. Diese vollführen dann eine Art Balztanz und nähern sich so den Weibchen. Das Männchen steigt zwecks der Begattung auf den Rücken des Weibchens und führt seine Bulbi (männliche Geschlechtsorgane) abwechselnd in die Epigyne (Geschlechtsorgan) des Weibchens. Einige Zeit nach der Paarung fertigt das Weibchen einen Eikokon und heftet ihn, für Wolfspinnen typisch, an ihre Spinnwarzen. Die Jungspinnen steigen nach dem Schlupf auf den Rücken der Mutter und lassen sich von dieser tragen, ehe sie sich verselbstständigen.

### Fehlpaarungen
Versuchte Fehlpaarungen von Weibchen des Totholz-Stachelwolfs mit Männchen der Torfmoos-Wolfspinne (Pardosa sphagnicola) sind in Gefangenschaft überliefert. Diese scheitern allerdings an den unterschiedlich aufgebauten Geschlechtsorganen beider Arten und der zu hoch ausfallenden Größe des Weibchens des Totholz-Stachelwolfs, was das Einführen der Bulbi der männlichen Torfmoos-Wolfspinne in die Epigyne des Weibchens der Torfmoos-Wolfspinne verhindert. Das Auftreten dieser Fehlpaarungen ist noch nicht gänzlich geklärt. Man vermutet, dass dies von den ähnlich wirkenden Pheromonen der beiden Arten ausgelöst wird.

## Systematik
Erstbeschreiber Carl Alexander Clerck ordnete den Totholz-Stachelwolf bei der Erstbeschreibung 1757 wie es damals bei allen Neubeschreibungen von Spinnen üblich war, in die Gattung Araneus (heute Kreuzspinnen) ein und gab ihr den Namen Araneus lignarius. Wie viele Spinnen erfuhr sie mehrere Umbenennungen und Umstellungen in verschiedene Familien und Gattungen. Unter Karl Friedrich Theodor Dahl erhielt die Art 1908 ihre heutige Bezeichnung Acantholycosa lignaria, die seitdem nahezu durchgehend genutzt wird.

## Galerie

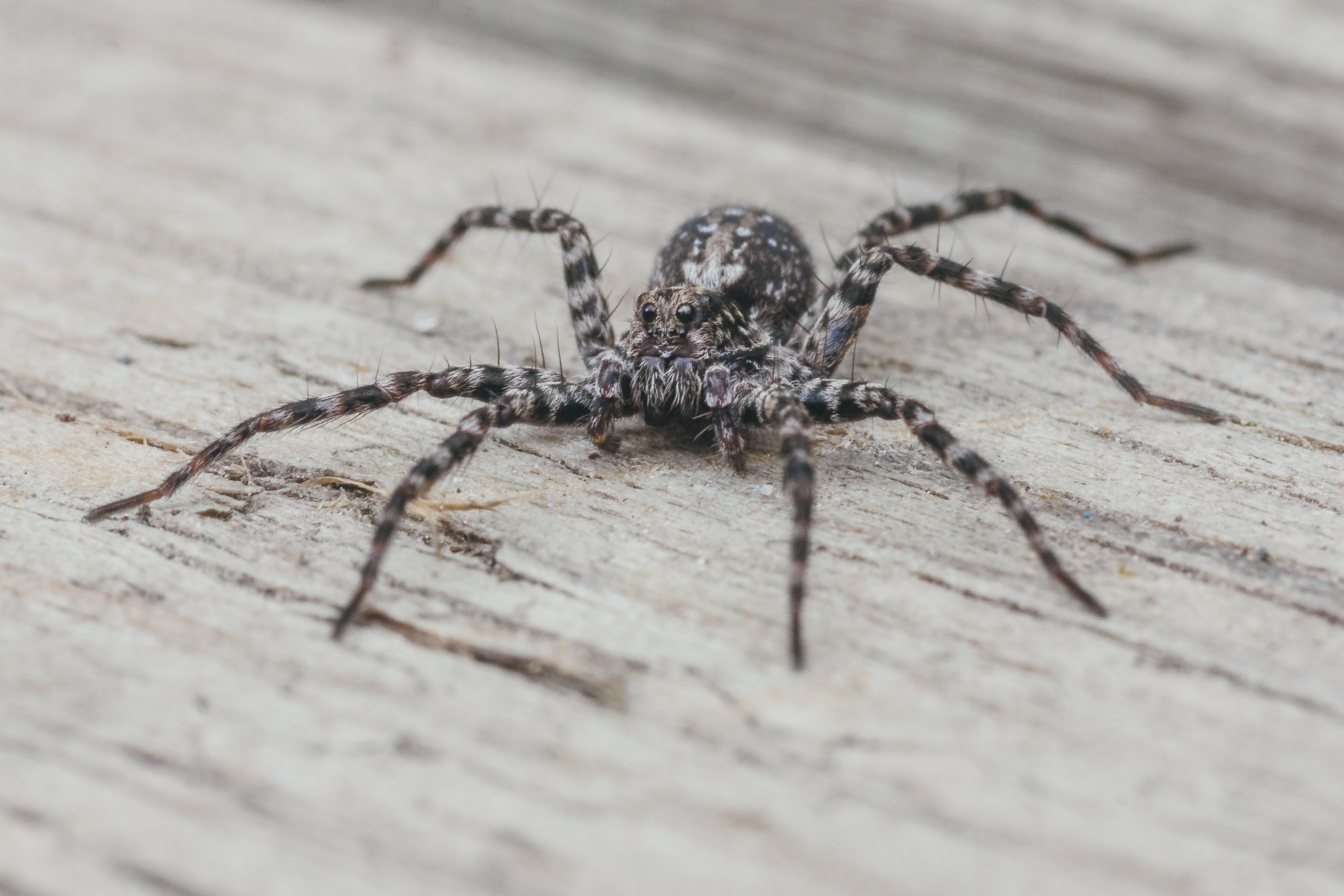
Frontalansicht eines Weibchens
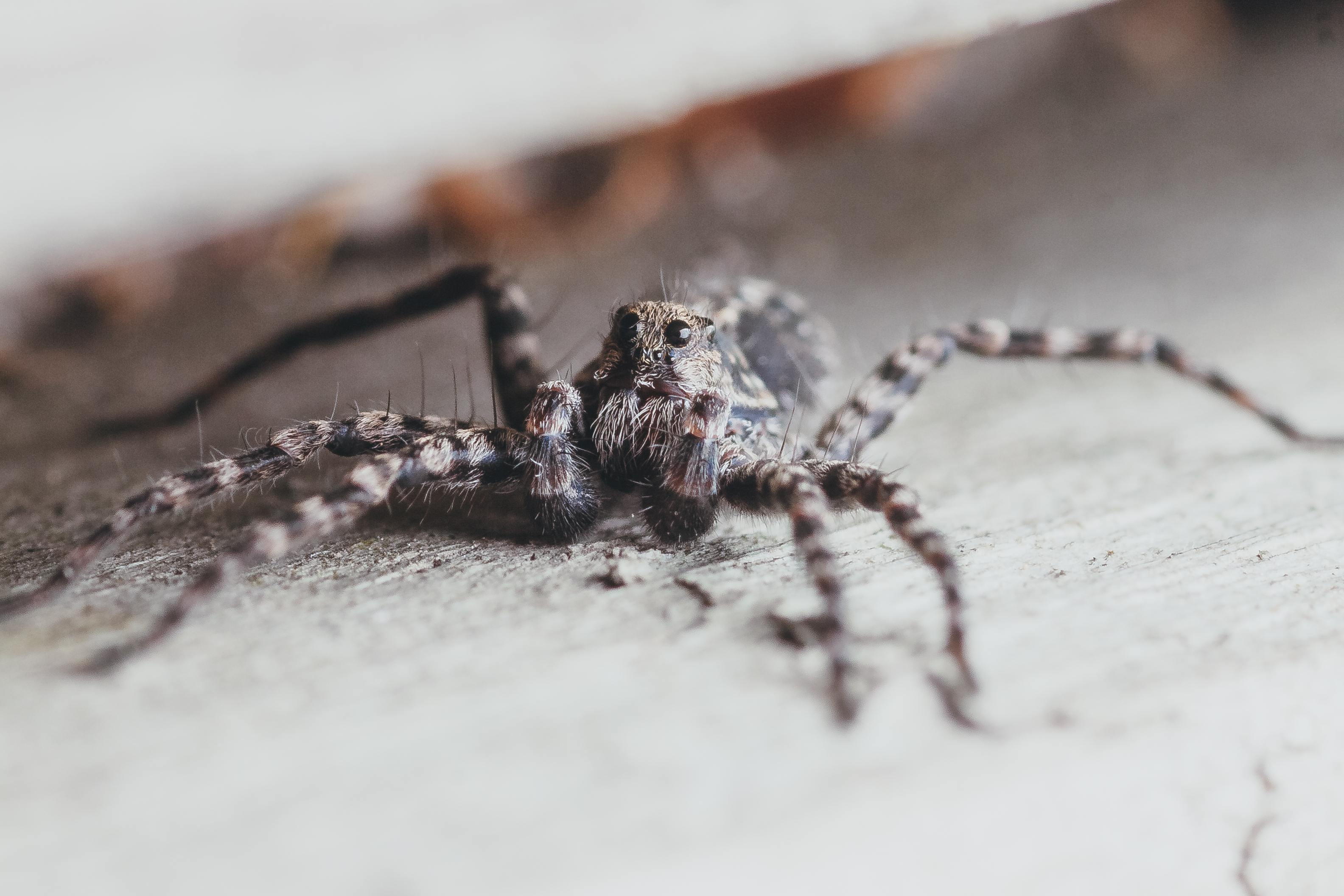
Detailaufnahme eines Männchens
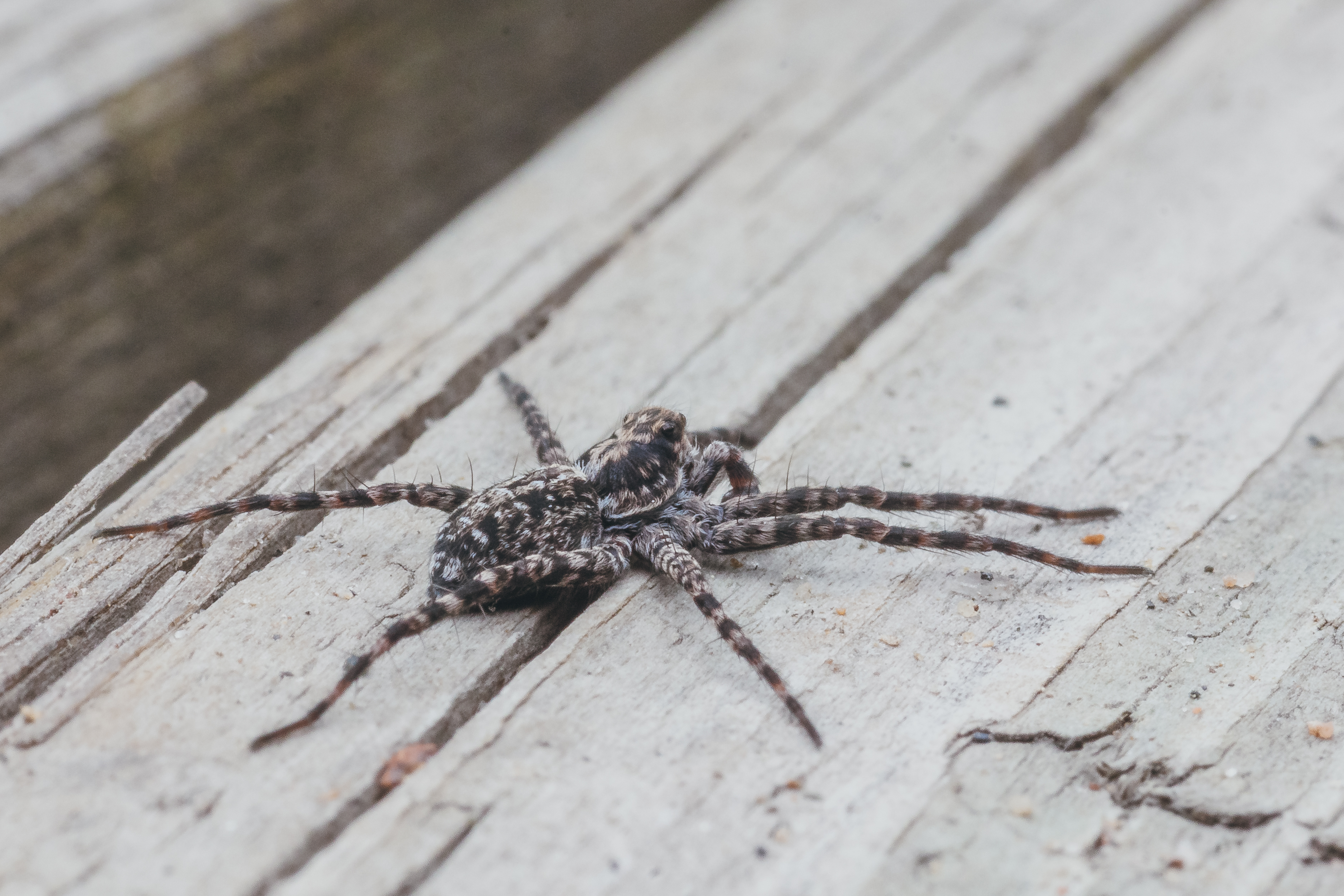
Rückansicht eines Männchens
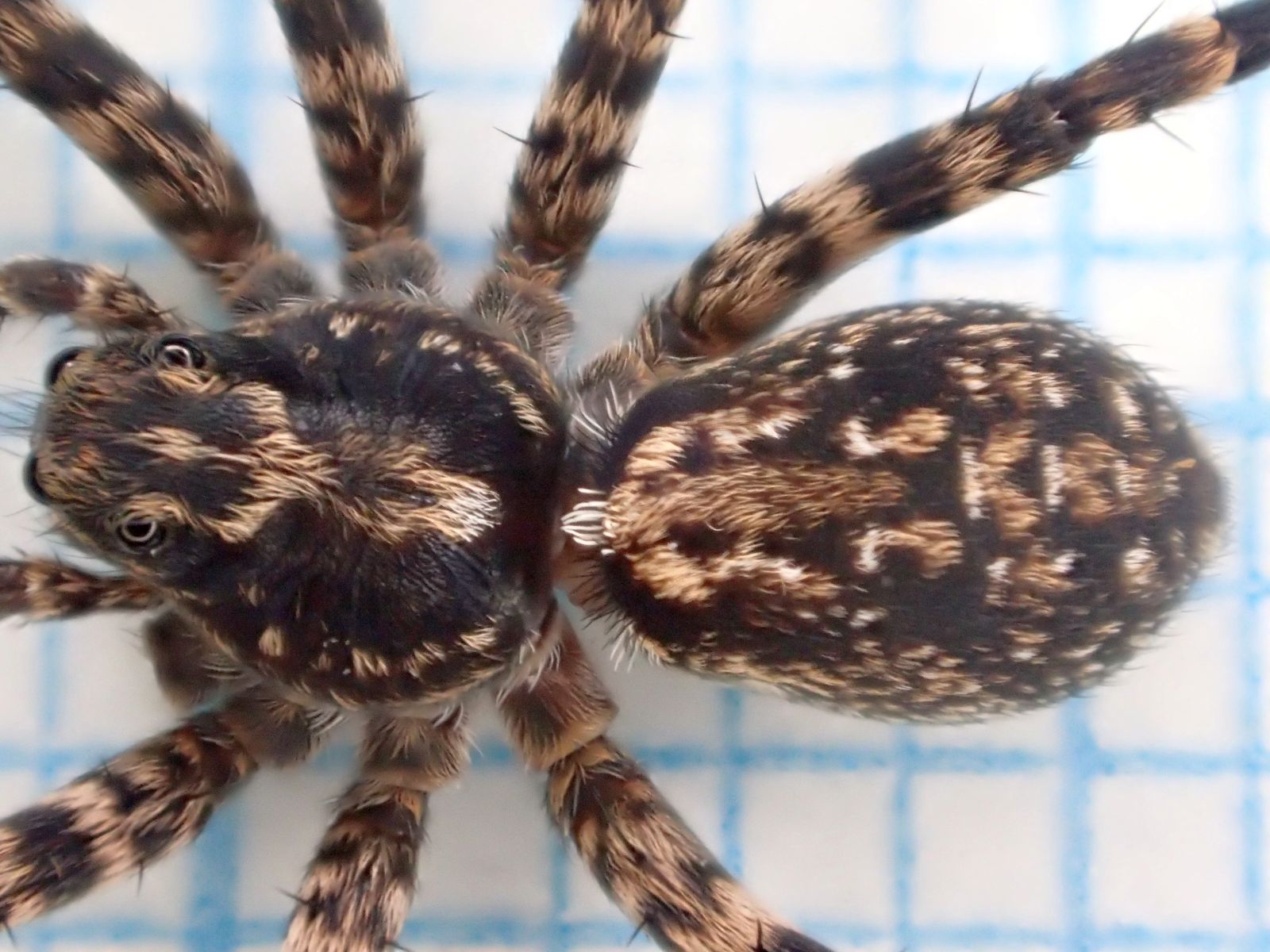
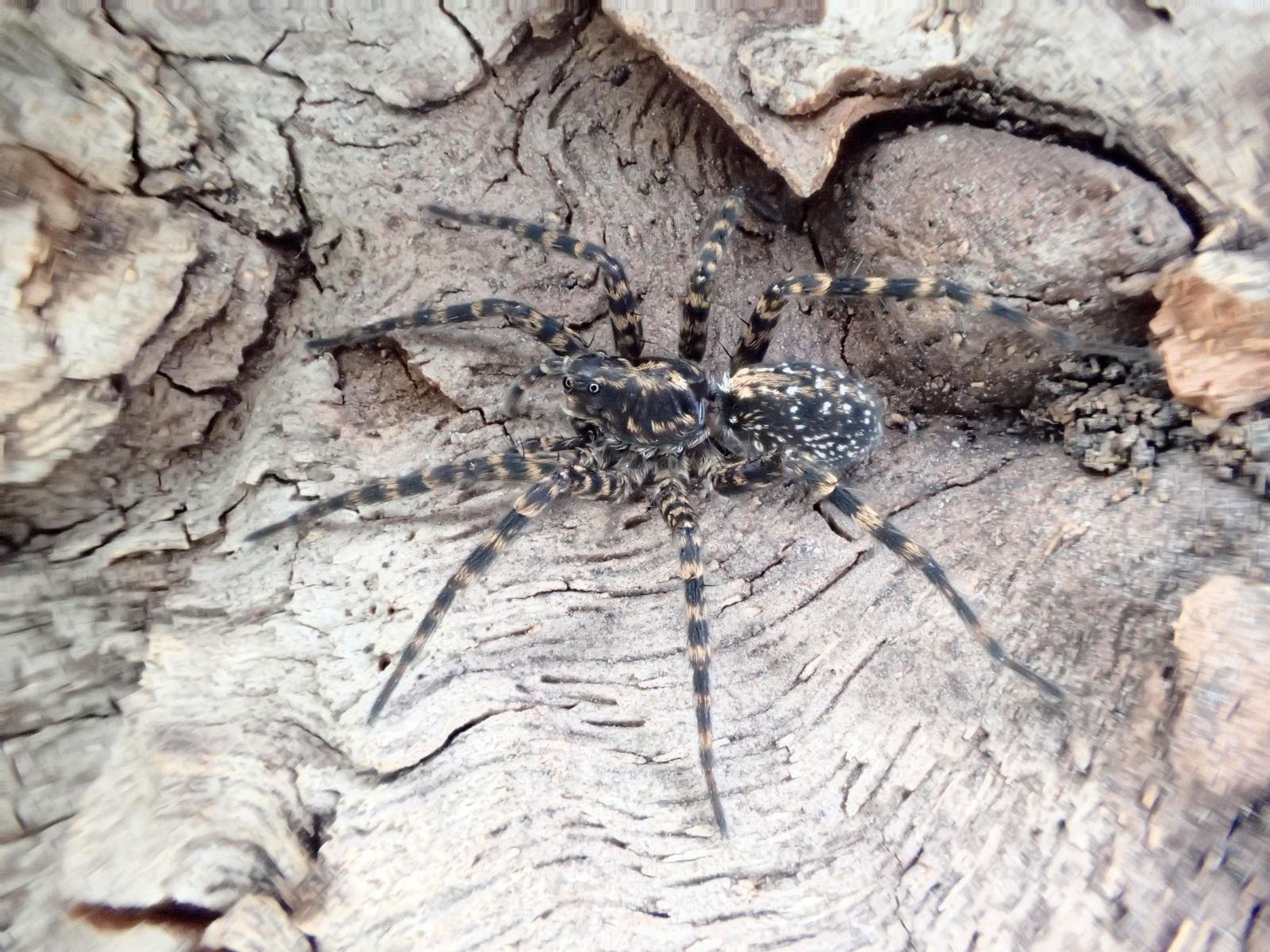